# V (Spock's Beard)
V è un album del gruppo neoprogressive statunitense Spock's Beard.

## Tracce
1. "At the End of the Day" – 16:28
2. "Revelation" (Nick D'Virgilio, Alan Morse, Neal Morse, Ryo Okumoto) – 6:05
3. "Thoughts (Part II)" (Neal Morse, Alan Morse) – 4:39
4. "All On A Sunday" – 4:04
5. "Goodbye to Yesterday" – 4:39
6. "The Great Nothing" – 27:02
  - I. From Nowhere
  - II. One Note
  - III. Come Up Breathing
  - IV. Submerged
  - V. Missed Your Calling
  - VI. The Great Nothing

## Formazione
- Neal Morse – voce, pianoforte, sintetizzatore
- Alan Morse – chitarra elettrica, violoncello, voce
- Dave Meros – basso
- Ryo Okumoto – organo Hammond, mellotron
- Nick D'Virgilio – batteria, percussioni, voce